# ニュースマックス
ニュースマックス（Newsmax）はニュースマックス・メディアが運営するアメリカ合衆国のニュース・オピニオン・ウェブサイト。アメリカ合衆国の保守主義勢力・特にオルタナ右翼に影響力があるとされている。

## 概要
ニューヨーク・ガーディアンやニューヨーク・ポストで編集者や記者を務めたクリストファー・ラディが、リチャード・メロン・スカイフの出資を得て1988年に創設。2015年、ニュースマックスはコムスコアによって、アメリカ合衆国で3番目にアクセス数の多い政治系ニュースサイトと評価された。

### 不正選挙報道
2020年アメリカ合衆国大統領選挙では、ニュースマックスはジョー・バイデンの選挙を正式に選出された大統領として受け入れたが、声明の信憑性を少しも確認せずにトランプ大統領が作った多数の陰謀論や不正疑惑に関するトランプキャンペーンを報道した。
陰謀論の標的となったドミニオン・ヴォーティング・システムズの幹部から訴訟を起こされた後、ニュースマックスは謝罪し、不正選挙に関する陰謀論の報道を撤回した。ラディは、ニュースマックスによるドナルド・トランプ前大統領の支持について尋ねられたとき、「大統領とその政策を支持するという編集方針を持っている」と述べた。
2021年、ニュースマックスは、2020年の大統領選挙中に企業が不正選挙に関与したという誤った主張を助長したとしてドミニオン・ヴォーティング・システムズだけでなく、Smartmaticからも訴訟を起こされた。

### 気候変動の否定
デジタルヘイト対策センターの調査によると、ニュースマックスはFacebookにおいて気候変動否定を推進する影響力のあるメディア10社のうちの1社であることが判明している。